# Brusniansky grúň
Brusniansky grúň je vrch o nadmořské výšce 1271 m v pohoří Poľana.
Nachází se v centrální části pohoří v podcelku Vysoká Poľana mezi sedlem Jasenová a vrchem Kopce.

## Přístup
- Vrch traverzuje  značená turistická trasa (Rudné magistrály) z Detvy přes Poľanu do sedla Jasenová